# Ruigharige spleetneusvleermuis
De ruigharige spleetneusvleermuis (Nycteris hispida)  is een zoogdier uit de familie van de spleetneusvleermuizen (Nycteridae). De wetenschappelijke naam van de soort werd voor het eerst geldig gepubliceerd door Schreber in 1775.